# 若色亨昌
若色 亨昌（わかいろ きょうすけ、Kyosuke Wakairo、1970年7月9日 - ）は、東京を拠点に活動する写真家、実業家。入谷生まれ、米国とオランダで育つ。慶應義塾大学文学部教育学科卒、Wakairo Photography（若色写真事務所）代表、日本リアリズム写真集団（JRP）会員、東京商工会議所会員。
作品制作と販売、企業・団体や個人のコミッション撮影、そしてエディトリアルやコマーシャルフォトを中心に活動。また、他の写真家やメイキャップアーティスト、そして各界のプロデューサとのコラボレーションにも力を入れている。
『プロカメラマン FILE 2013 - 最先端を進む131組のフォトグラファーたち』（発売元：ワークスコーポレーション）掲載。受賞歴、個展歴多数。作品の売上は募金や寄付を通して、社会貢献活動にも力を入れている。

## 受賞歴
- 第31回 KPC公募「写GIRL展」
- 第36回「新日本写真全国公募」
- 第42回「美道展」
- 第13回「国際文化カレッジ主催、総合写真展」
- 他

## 個展・出版・他（第三者出版含む）
- 2008年「不忍池」パワード刊
- 2008年「Colors of Red」Jee & Baa（九段下）
- 2009年「Colors of Japan」Bar High-Color（白山）
- 2010年「写GIRL 2010」日本芸術出版社刊
- 2011年「Sumireco 無限旋律」アスカネット刊
- 2012年「Colors of Japan - Nagauta Collaboration」特定非営利法人日本伝統音楽伝承協会
- 2012年「プロカメラマンFILE 2013」ワークスコーポレーション刊
- 2013年7月「SHICHIRIGAHAMA」七里ヶ浜ゲストハウス（鎌倉）
- 2013年12月1日～21日「Equilibrium」Cafe Frangipani（六本木）
- 2013年12月28日～29日「The Dinosaurs - Portraits by Two Photographers」若色写真事務所（白山）
- 他